# Schweigerstraße
Die Schweigerstraße ist eine Innerortsstraße im Stadtbezirk Au-Haidhausen (Nr. 5) von München.

## Verlauf
Die verhältnismäßig kurze Straße beginnt in Fortsetzung der am jenseitigen Isarufer verlaufenden Corneliusstraße an der Corneliusbrücke und führt zum Mariahilfplatz, auf dem die Auer Dult stattfindet. Dort geht sie in die Gebsattelstraße über.

## Öffentlicher Verkehr
Die Straße wird von den Metrobuslinien 52 und 62 der Münchner Verkehrsgesellschaft (MVG) erschlossen.

## Namensgeber
Die Straße ist nach einer bekannten Schauspielerfamilie aus dem 19. Jahrhundert benannt.

## Charakteristik
Die Straße verbindet das jenseits der Isar gelegene Gärtnerplatzviertel mit dem Mariahilfplatz.

## Denkmalgeschützte Bauwerke

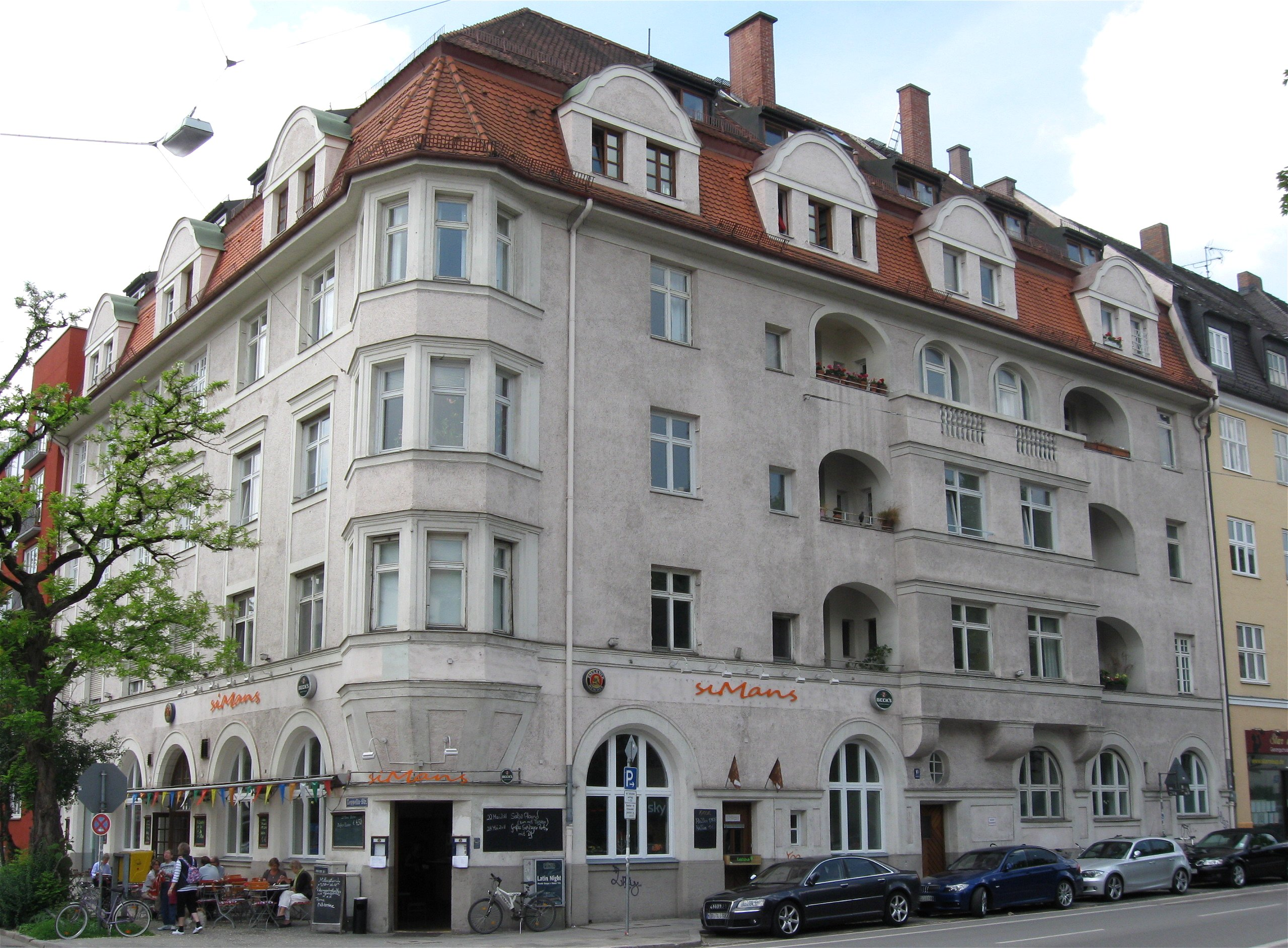
Schweigerstraße 10

- Hausnr. 2: Mietshaus, Eckbau mit barockisierender Putzgliederung, Anfang 20. Jahrhundert (Denkmalliste D-1-62-000-6385)
- Hausnr. 10: Mietshaus, historisierend, mit Eckerker, 1910/11 von Franz Deininger (Denkmalliste D-1-62-000-6386)